# Воткинское водохранилище
Во́ткинское водохрани́лище — водохранилище на Каме на территории Пермского края и Удмуртии.

## Описание
Образовано в результате строительства плотины Воткинской ГЭС (у города Чайковского), заполнено в 1962—1964 годах. Простирается по Каме до Перми, образует длинные заливы в устьях крупных притоков.
Основные характеристики:
- площадь 1120 км²,
- объём 9,4 км³,
- длина 365 км,
- наибольшая ширина 9 км,
- средняя глубина 8,4 м (наибольшая глубина не превышает 28 м),
- уровень колеблется в пределах 4 м.

Впадающие реки (длиной более 50 км): Кама, Тулва, Очёр, Ласьва, Гайва, Нытва, Сюзьва, Мулянка, Поломка.
На берегах водохранилища расположены города Пермь, Чайковский, Краснокамск, Оса, Нытва, Уральский, Оханск, Новый и другие населённые пункты.

## Использование
Водохранилище создано в интересах энергетики и водного транспорта, используется для осуществления сезонного регулирования стока, рыболовства (лещ, щука, судак, язь и др.).
На берегах расположены несколько баз отдыха.
На водохранилище проводится парусная регата Кубок Камы.

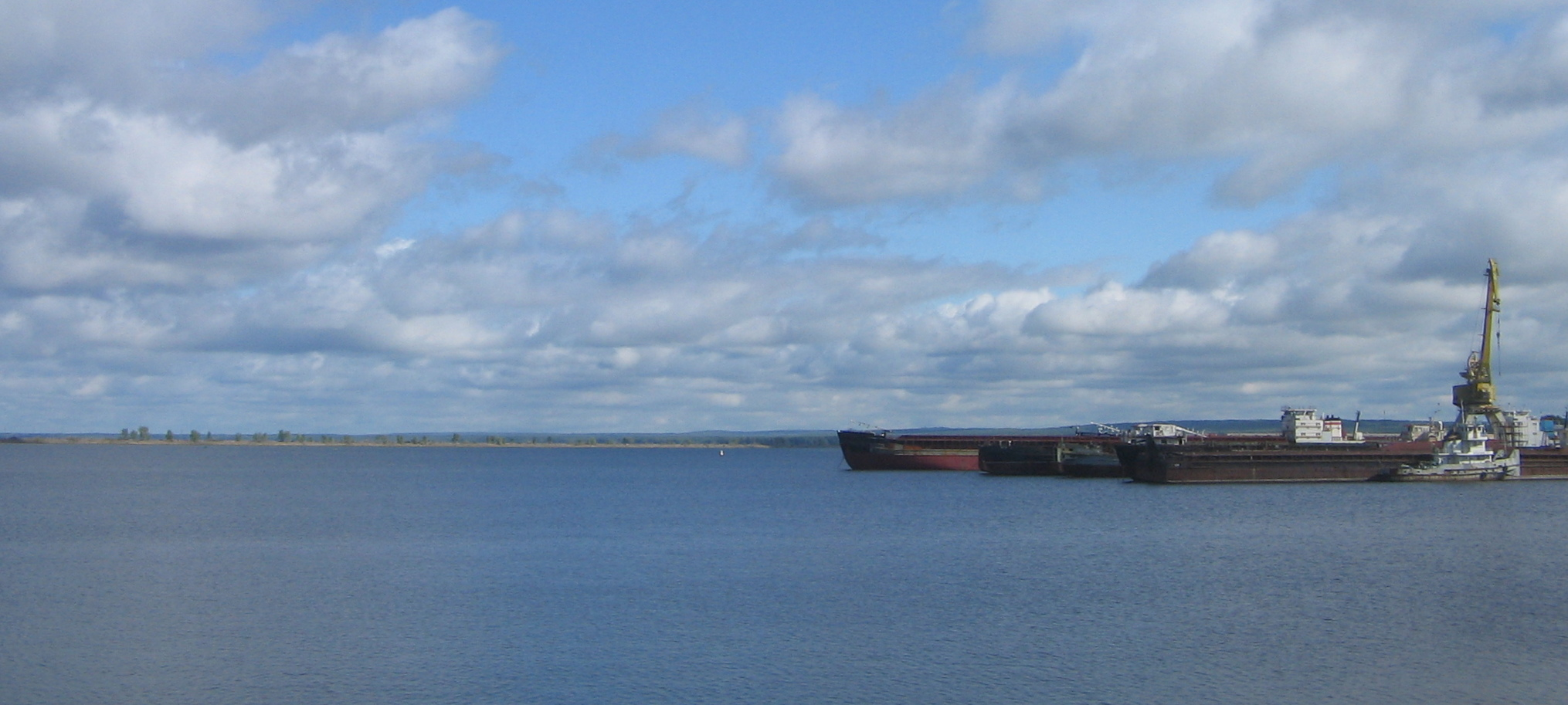
Вид на водохранилище
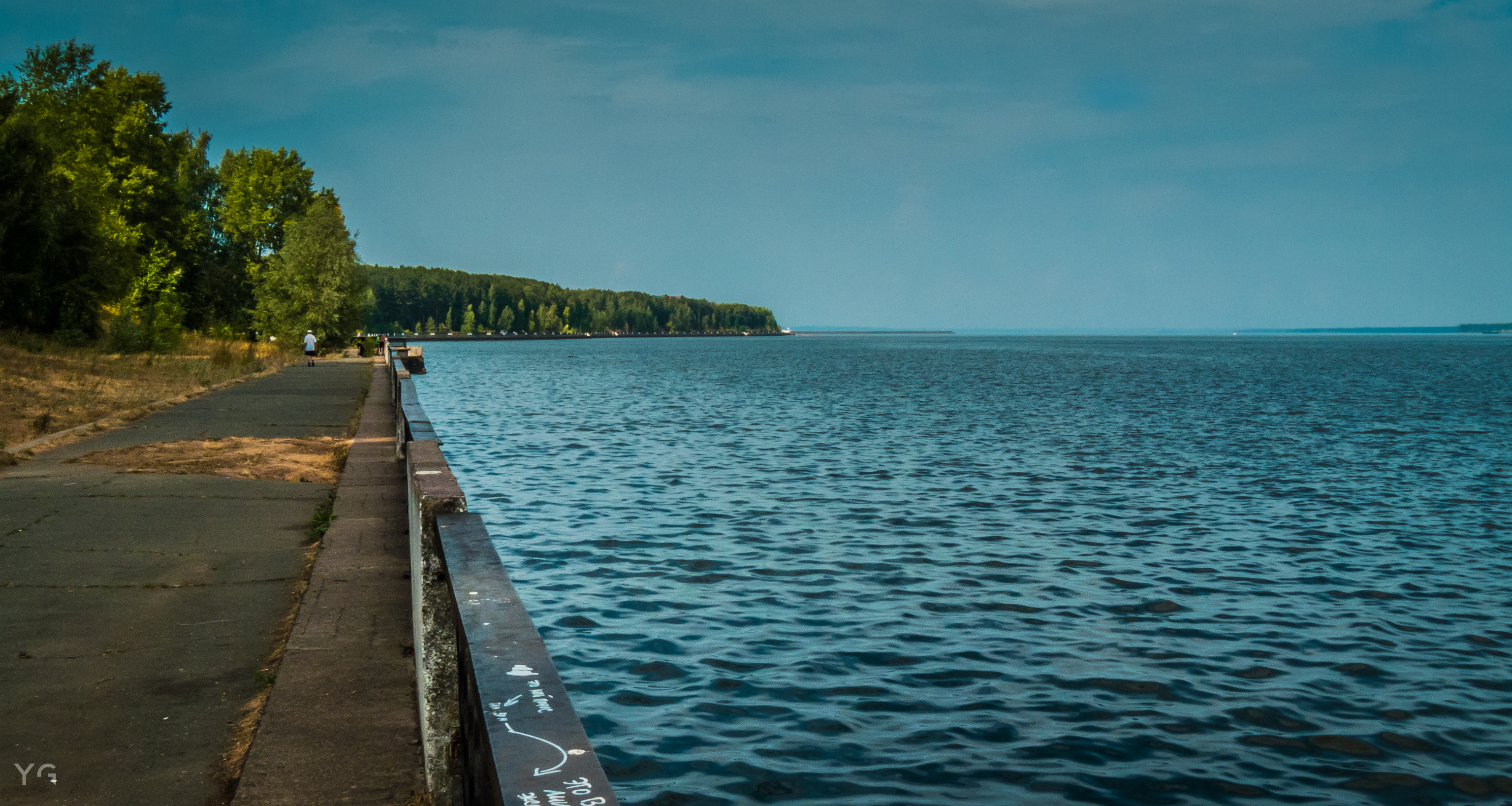
Набережная в Чайковском
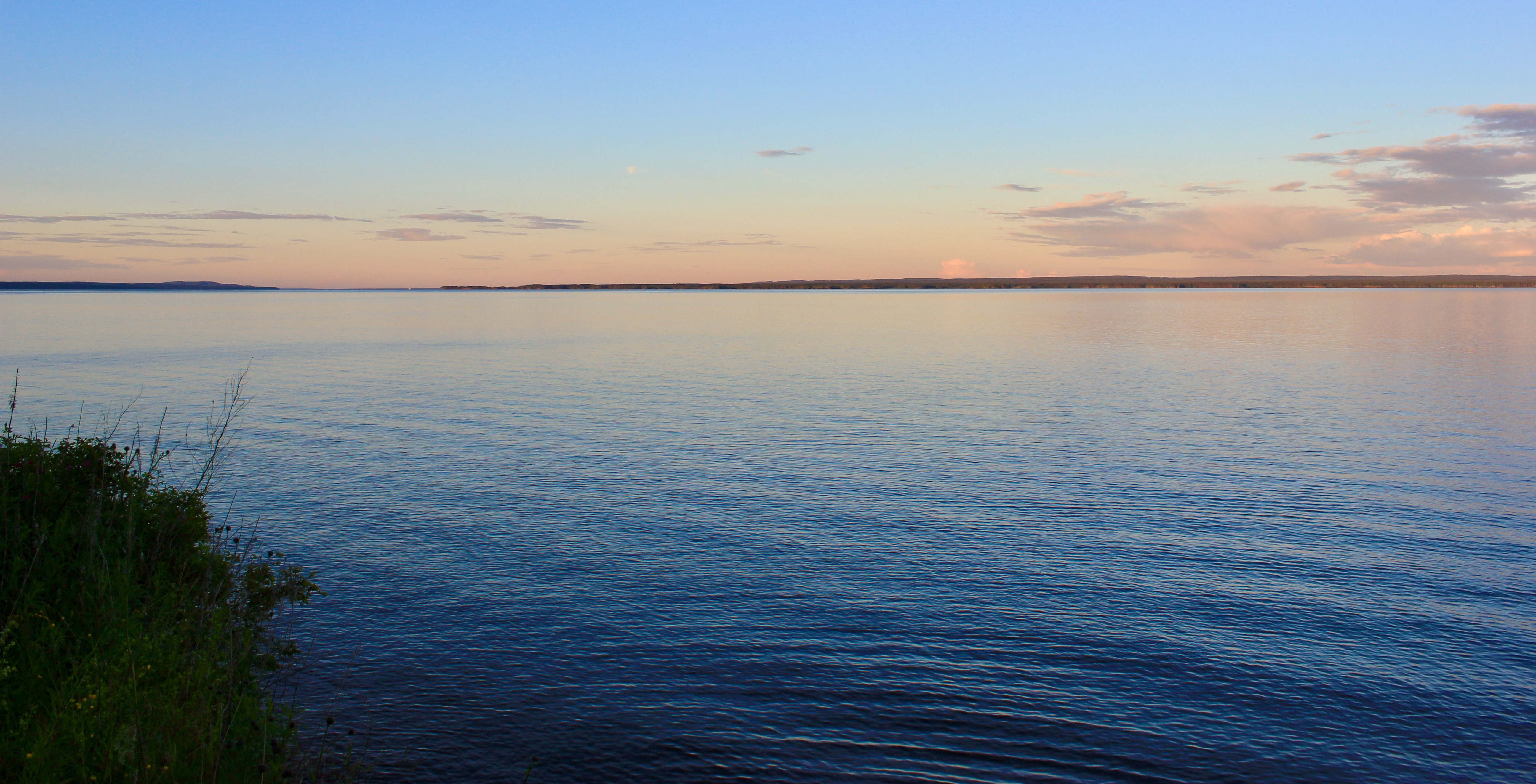
Закат на водохранилище
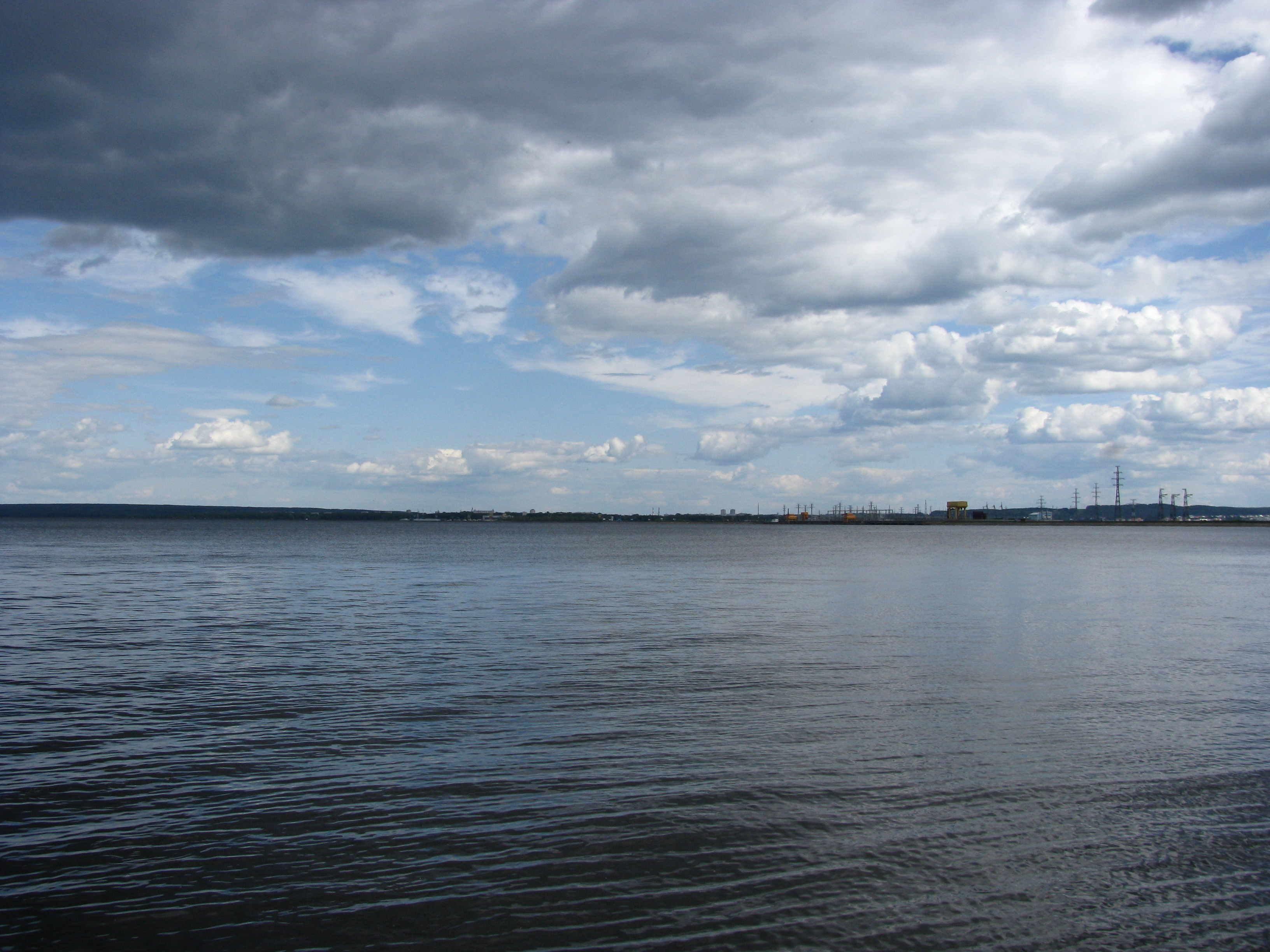
Вид на водохранилище и верхний бьеф Воткинской ГЭС